# Caimacam
Caimacam o caimacano (in arabo قائم مقام‎?, Qāʾim maqām), ma, in turco, anche kaimakam turco ottomano: قائم مقام, nell'alfabeto turco kaymakam), che nell'amministrazione italiana fu usato per indicare il vice-governatore, è il titolo usato per i governatori dei Distretti provinciali nella Repubblica di Turchia, nella Repubblica Turca di Cipro del Nord e in Libano. Inoltre era un titolo usato per indicare all'incirca la stessa posizione ufficiale nell'Impero ottomano.

## Etimologia
I moderni termini turchi kaymakam o kaimakam derivano originariamente dalle due parole arabe usate nel linguaggio turco ottomano: qāʾim, che significa "ritto, in piedi", e maqām, "posto, luogo", che in questo contesto era utilizzato nel senso di "posto" di lavoro, "carica", "posizione" o "condizione".
Quindi, in epoca ottomana, un kâim-makâm era un funzionario dello Stato, che era considerato un rappresentante "sostituto, luogotenente" o "facente funzioni" del Sultano o del Gran vizir a livello locale; oggi un kaymakam è un rappresentante del governo o dello Stato a livello locale.

## Storia
Il termine caimakam assume un significato specifico nella storia della Moldavia e della Valacchia, dove esso si riferisce a un sostituto temporaneo per un Ospodaro (hospodar cioè "principe", "signore") e, in seguito, per le autorità Fanarioti (phanariotes), come pure per i delegati del Banato dell'Oltenia di Craiova dopo che, durante lo stesso periodo (1761), il governo centrale era stato spostato a Bucarest. 
In questo contesto, la parola può essere scritta caimacam, mentre il termine rumeno per l'ufficio è căimăcămie.
In Arabia, quattro Ḥākim, emiri nativi dell'Emirato del Qatar quando era parte dell'Impero ottomano, ottennero il titolo ottomano supplementare di Kaimakam per le loro competenze amministrative e dal 1872 di amministratore del distretto dopo l'istituzione della sovranità ottomana (come cazà o, qaḍā: [distretto] del Sangiaccato di al-Hasa, appartenente al vilayet di Baghdad e dal 1875 vilayet di Bassora), fino a che questo non è stato scambiato il 3 novembre 1916 col protettorato britannico (come Sheikdom nel Qatar, colonia sotto il capo politico, Ministro residente del Golfo Persico, nel Bahrein).
Allo stesso modo, tre Ḥākim nativi dell'Emirato del Kuwait ottomano, in seguito furono anche Kaymakam di un qaḍā nella stessa provincia, dal 1871 e mantenuto durante il protettorato britannico, fino al 3 novembre 1914.
Nel XIX secolo un orientalista usò la traslitterazione semplificata Caimacan o Caimecan, oggi non più usata.

## Grado militare

### Impero ottomano
Nell'esercito ottomano Kaymakam (ottomano: قائم مقام ) era un grado militare utilizzato nell'ultimo periodo dell'Impero Ottomano e nei primi anni della Repubblica, ed equivalente all'odierno tenente colonnello superiore a Binbaşı e inferiore a Miralay. Mustafa Kemal, il fondatore della moderna Turchia, aveva prestato servizio come kaymakam per il 57º reggimento nella Campagna di Gallipoli. Il grado nel moderno esercito turco è stato sostituito nel 1934, in seguito alla ristrutturazione dell'esercito, con il grado di Yabay, in conformità con il terzo articolo della Legge n. 2590 del 26 novembre 1934 sull'abolizione dei soprannomi e dei titoli.

## Gradi dell'Esercito ottomano
| Grado   | Ufficiali generali | Ufficiali generali | Ufficiali generali | Ufficiali generali | Ufficiali superiori | Ufficiali superiori | Ufficiali superiori | Ufficiali subalterni | Ufficiali subalterni | Ufficiali subalterni | Ufficiali subalterni |
| ------- | ------------------ | ------------------ | ------------------ | ------------------ | ------------------- | ------------------- | ------------------- | -------------------- | -------------------- | -------------------- | -------------------- |
| Turchia | Müşir              | Ferik-ı Evvel      | Ferik-ı Sani       | Mirliva            | Miralay             | Kaymakam            | Binbaşı             | Kolağası             | Yüzbaşı              | Mülazım-ı Evvel      | Mülazım-ı Sani       |

| Grado   | Sottufficiali e graduati | Sottufficiali e graduati | truppa | truppa |
| ------- | ------------------------ | ------------------------ | ------ | ------ |
| Turchia | Çavuş                    | Onbaşı                   | Azab   | Nefer  |

### Egitto
Nell'Egitto ottomano Qāʾim maqām (arabo: قائم مقام) come nell'Esercito ottomano il grado era equivalente al tenente colonnello, inferiore ad  Amiralay (arabo: أمير آلاي) e superiore a Bimbashi (arabo: بكباشي)  ed è stato applicato anche ai comandanti navali nello stesso contesto.
Nell'Egitto di Muhammad Alì Pascià, diventato di fatto, a partire dal 1882, un protettorato britannico, il grado di Amiralay (arabo: أمير آلاي), calco linguistico del turco ottomano Miralay (colonnello) finì per diventare omologo del brigadiere del British Army e il grado di Qāʾim maqām finì così per diventare omologo del colonnello. Tali gradi rimasero in vigore anche dopo il 1922 con il Regno d'Egitto. Dopo la rivoluzione egiziana del 1952, che ha abolito la monarchia e trasformato l'Egitto in una repubblica, in seguito alla ristrutturazione dei gradi dell'esercito egiziano del 1958, il grado di Amiralay venne sostituito con il grado di Amīd (arabo: عميد), omologo del brigadiere del British Army e il grado di Qāʾim maqām con il grado di Aqīd (in arabo: عقيد) omologo del colonnello.
Il grado è attestato in uso con ufficiale britannico, comandante del Battaglione Equatoriale in Africa orientale, nel 1918: "Kaimakam" R. F. White DSO, che era un ufficiale del reggimento Essex.